# Pomorstvo
Pomorstvo obuhvaća sve što se tiče odnosa između čovjeka i mora. 
U najširem smislu obuhvaća razne srodne djelatnosti, vještina i odnosa na moru i u svezi s morem.

Ti se odnosi mogu podijeliti ovako:
- arheologija
- brodogradnja
- brodarstvo
- istraživanja
- kolonizacija
- mitovi
- mornarica
- muzeji
- navigacija
- navigacijska oprema
- obrazovanje
- okoliš
- pravo
- prijevoz
- povijest pomorstva
- ribarstvo
- rat
- sigurnost
- Šport
- strojarstvo i građevinarstvo
- trgovina,
- umjetnost
- životopisi

## Vanjske poveznice
- Pomorstvo Hrvatska tehnička enciklopedija, portal hrvatske tehničke baštine. LZMK

- Brodarstvo Hrvatska tehnička enciklopedija, portal hrvatske tehničke baštine. LZMK